# Phosphorbombe

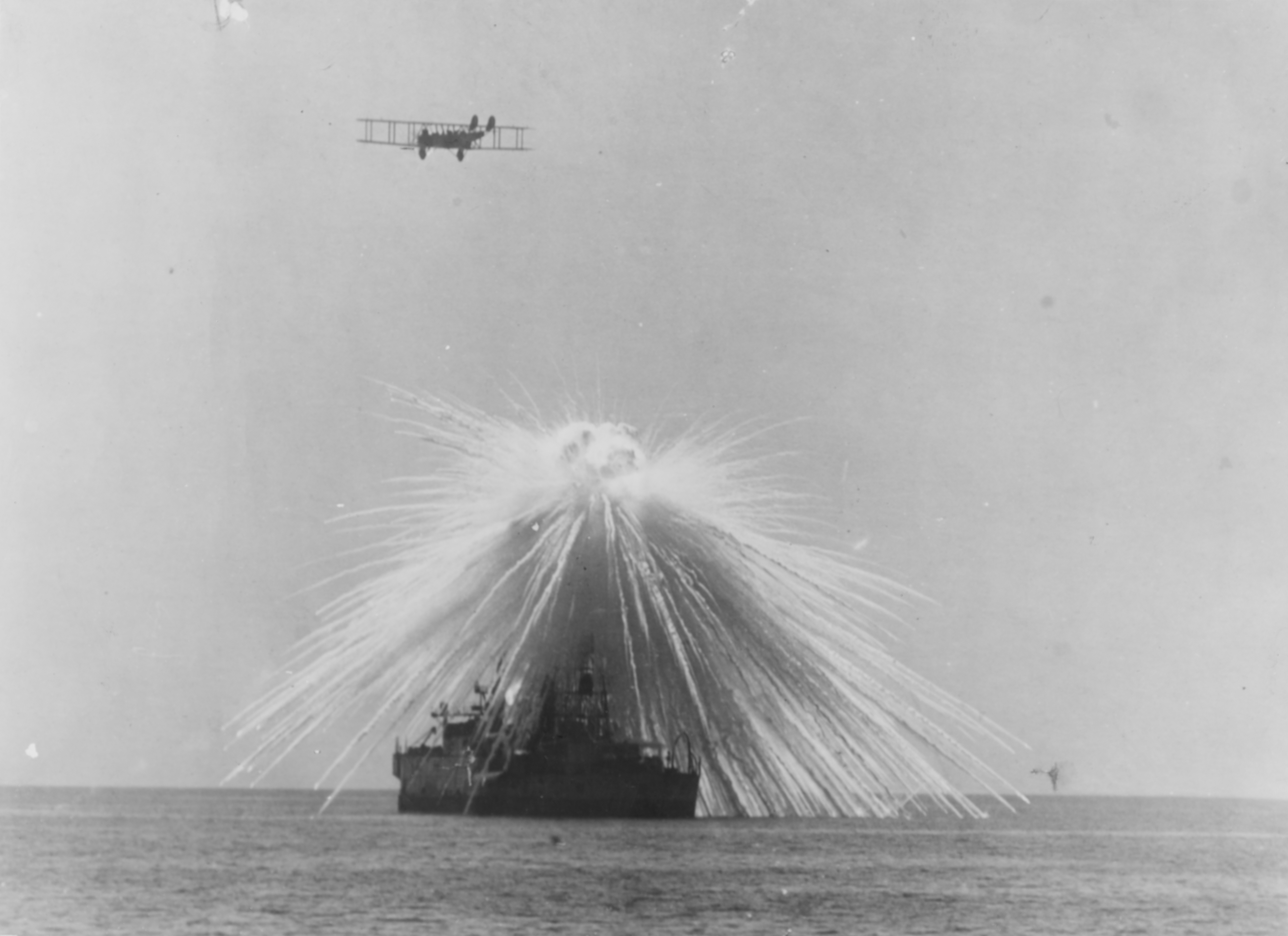
Die USS Alabama wird bei einem Test von einer Phosphorbombe getroffen. Der Test wurde im September 1921 von General Billy Mitchell durchgeführt.

Eine Phosphorbombe enthält ein Gemisch aus weißem Phosphor und einer Mischung aus Rohbenzin und Kautschuk und wird als Brandbombe und als Nebelkampfstoff eingesetzt.

## Funktionsweise
Weißer Phosphor ist die reaktivste Modifikation des Phosphors. Er entzündet sich bei Kontakt mit Luftsauerstoff selbst (pyrophor) und brennt dann mit einer 1300 Grad Celsius heißen Flamme unter starker Entwicklung von weißem Rauch (Phosphorpentoxid), der gesundheitsschädlich ist. Brennender weißer Phosphor ist durch Wasser löschbar, entzündet sich aber nach der Trocknung von neuem. Daher sollte man zum Löschen brennenden Phosphors auf Sand zurückgreifen.
Weitere Waffen mit weißem Phosphor als Wirkstoff waren Brandkanister und Brandplättchen. Letztere bestanden aus Zelluloidkarten, die mit einem Loch versehen waren. Jeweils zwei Karten wurden mit einem Stück Gaze dazwischen verklebt. Die Gaze diente als Träger für feuchten weißen Phosphor, der im Lochbereich aufgetragen wurde. Bis zum Abwurf wurden die Brandplättchen feucht gelagert. Sie entzündeten sich, wenn sie nach dem Abwurf getrocknet waren, und dienten dazu, reife Getreideschläge in Brand zu setzen und so die Ernte des Feindes zu vernichten.

## Auswirkungen auf den Menschen
Neben der Brandwirkung und den schwer heilenden Verletzungen, die ein Hautkontakt schon bei geringen Mengen verursacht, sind weißer Phosphor und seine Dämpfe hochgiftig. Für einen Erwachsenen sind bei direkter Aufnahme schon 50 mg tödlich. Der Tod tritt erst nach 5 bis 10 Tagen ein, die Giftwirkung beruht auf einer Störung der Eiweiß- und Kohlenhydratsynthese. Bei dermaler Aufnahme, d. h. über die Haut, ist die Gefahr geringer.
Eine mit Phosphor in Kontakt gekommene Person wird versuchen, die brennenden Stellen auszuschlagen. Da Phosphor in Brandbomben jedoch mit einer Kautschukgelatine versetzt wird, bleibt die zähflüssige Masse an der bis dahin noch nicht brennenden Hand haften und wird so weiter verteilt. Weißer Phosphor erzeugt in der Regel drittgradige Verbrennungen, zum Teil bis auf den Knochen. Da diese bei einem Angriff meist großflächig sind, sterben Betroffene langsam an ihren Verbrennungen, sofern sie nicht durch Inhalation der giftigen Dämpfe, Verbrennung der Atemwege oder Intoxikation zu Tode gekommen sind.

## Internationales Recht
Der Einsatz von Brandwaffen gegen Zivilpersonen bzw. in einer Art und Weise, in der es leicht zu sogenannten „Kollateralschäden“ kommen kann, ist entsprechend dem Verbot von unterschiedslosen Angriffen in den Zusatzprotokollen von 1977 zu den Genfer Abkommen von 1949 verboten, nicht jedoch ihr Einsatz im Allgemeinen.
Israel hat das betreffende Protokoll nicht unterzeichnet, die USA haben es erst 2009 übernommen. Zu US-Einsätzen von Phosphorbomben kam es während des Irak-Kriegs. Israel warf im Libanonkrieg 2006 und im Januar 2009 bei der Operation Gegossenes Blei im Gazastreifen Phosphorbomben ab, laut eigener Aussage zur sofortigen Nebelerzeugung.
Umstritten ist, ob Phosphorbomben nicht nur als Brandwaffe, sondern wegen ihrer Giftigkeit auch als chemische Waffe anzusehen sind; deren Einsatz würde gegen die Chemiewaffenkonvention verstoßen.
Andere Kritiker sehen in Phosphorbomben einen Verstoß gegen Artikel 35 des ersten Zusatzprotokolls, der „Waffen, Geschosse und Material sowie Methoden der Kriegführung“ verbietet, falls sie „geeignet sind, überflüssige Verletzungen oder unnötige Leiden zu verursachen“ oder „dazu bestimmt sind oder von [ihnen] erwartet werden kann, dass sie ausgedehnte, lang anhaltende und schwere Schäden der natürlichen Umwelt verursachen“.

## Einsatzgeschichte

### Phosphorbomben aus dem Zweiten Weltkrieg

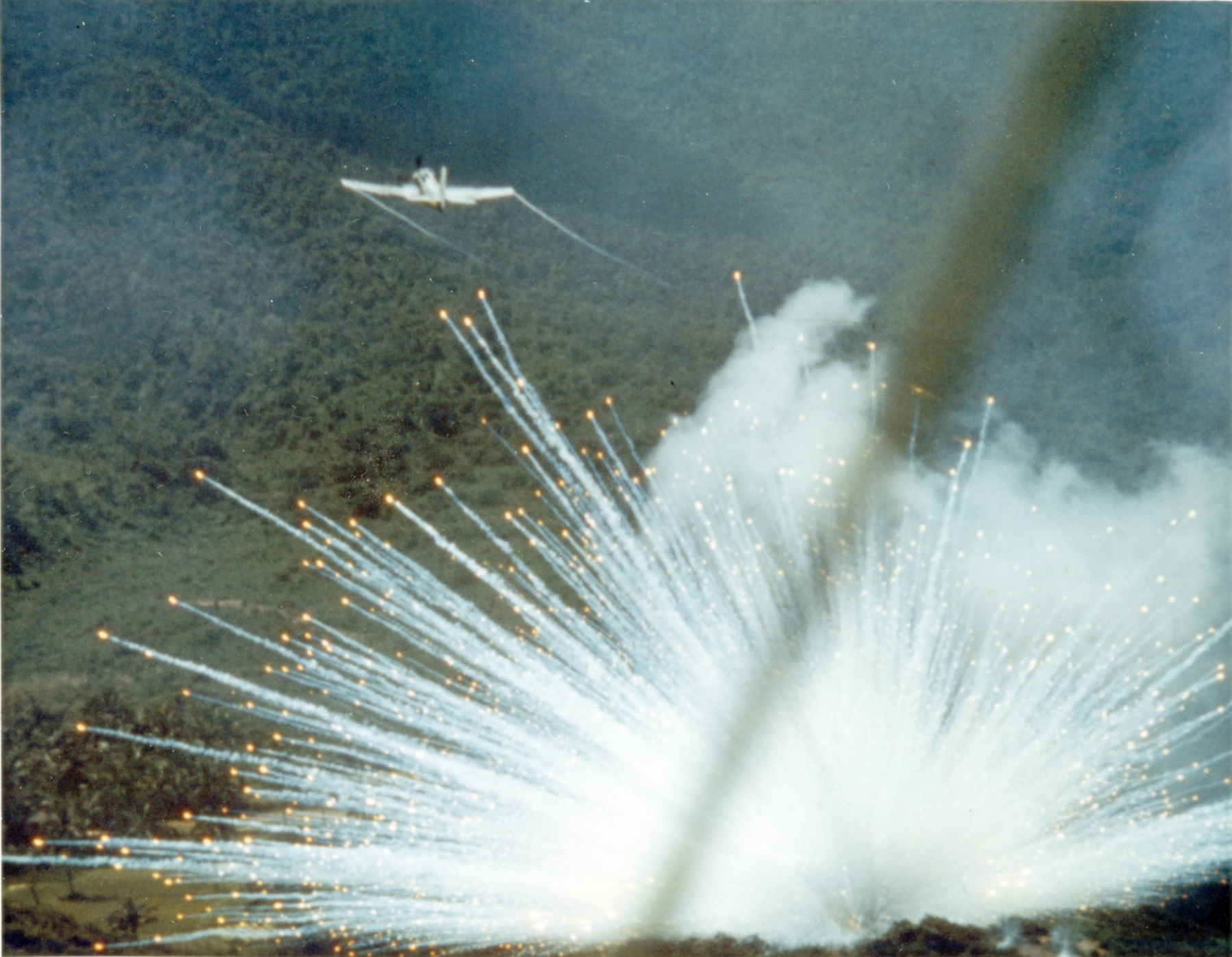
Einsatz einer AN-M47-Phosphorbombe 1966 im Vietnamkrieg

Phosphor Brandbombe Ausstellung im Röhrenbunker Hamburg-Harburg Kanalplatz

Die Brand- und Nebelwirkung von weißem Phosphor wurde bereits im Ersten Weltkrieg entdeckt und waffentechnisch genutzt, in großem Maßstab wurde weißer Phosphor aber erst im Zweiten Weltkrieg in Brandbomben eingesetzt. Dies erfolgte sowohl in den deutschen Brandbomben (z. B. die Brandbomben C 50 A und C 250 A) als auch in den britischen Brandbomben aufgrund der Area Bombing Directive. So wurde in der britischen INC 30 lb eine kleine Menge Phosphor als selbstentzündliches Element zum Entzünden der eigentlichen Brandmasse genutzt. Die Brandmasse von ca. 6,2 kg bestand aus weißen Phosphor, Benzol, Benzin und Kautschuk. In der britischen Nebelbombe Bomb Smoke 100 lb (von der Zivilbevölkerung, aber auch von der NS-Propaganda aufgrund seiner Form „Phosphorkanister“ genannt), die bei der Bombardierung deutscher Städte als Brandbombe eingesetzt wurde, dienten deren 40 kg Phosphorlösung selbst als Brandmasse. Die United States Army Air Forces setzten hauptsächlich die rund 45 kg schwere Phosphorbombe vom Typ AN-M47 ein. Die Sowjetunion verwendete die ASh-2 mit Phosphor als Brandbombe. Bei Tieffliegerangriffen wurden auch Kampfstoff-Gießbehälter vom Typ VAP 500  mit flüssigen Phosphorlösungen eingesetzt. Beides soll nach Wolfgang Thamm keine große moralische Wirkung auf die deutschen Truppen gehabt haben. Begonnen hat der sowjetische Phosphoreinsatz mit dem Abwurf von pflaumengroßen Phosphorstücken. Es wurden auch Glasröhrchen und Glasflaschen mit 0,5 bis 1,5 Liter Phosphor-Benzin-Gemisch abgeworfen.

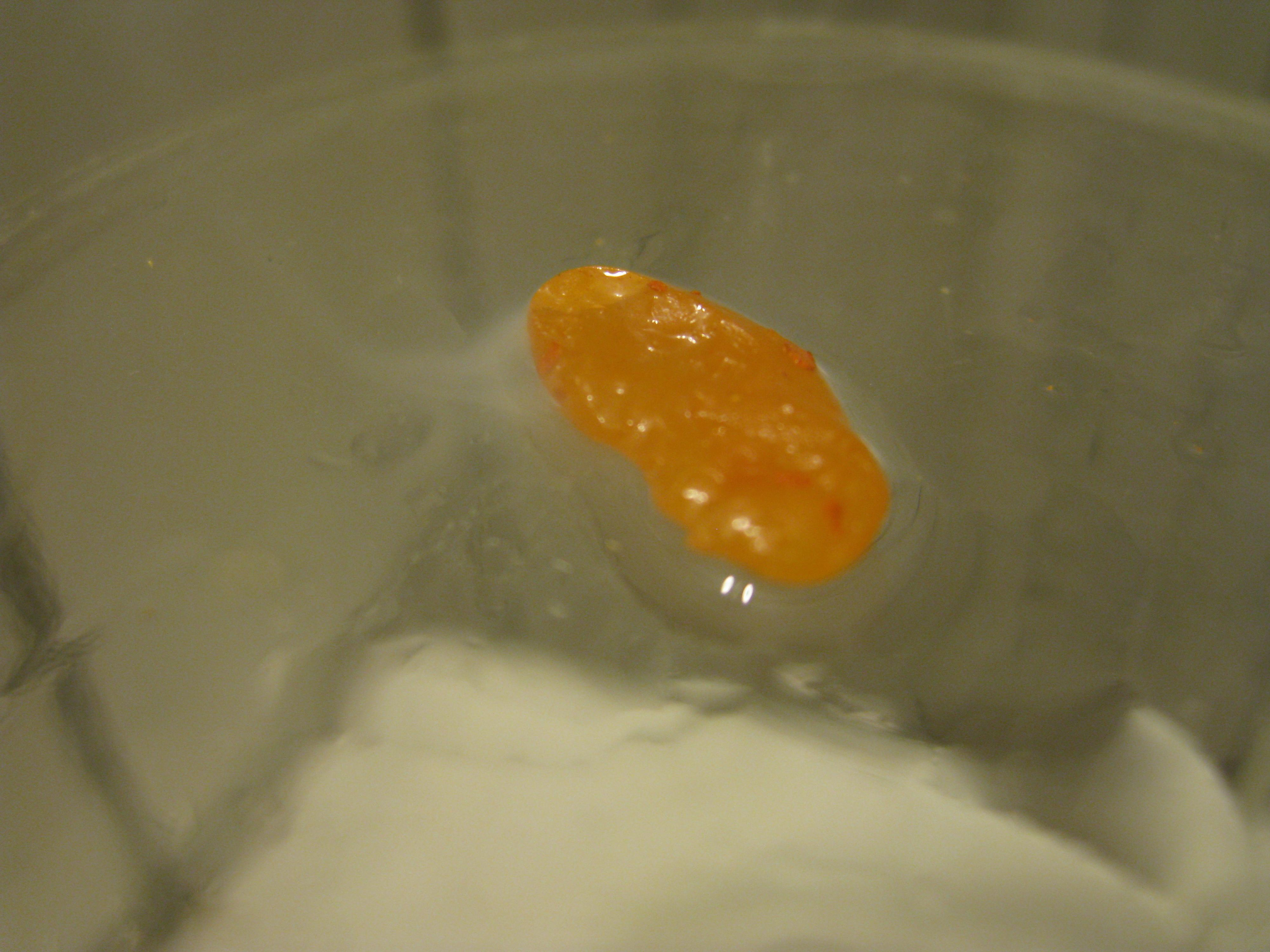
Weißer Phosphor sieht Bernstein ähnlich

Blindgänger derartiger Brandbomben sind auch heute noch eine Gefahr, da der Phosphor sich beim Freilegen von selbst entzündet und zum Beispiel die Ausstoßladung zur Explosion bringt. Bei Fehlwürfen von Phosphorbomben ins Wasser wurde vielfach der Phosphor zwar freigesetzt, entzündet sich allerdings unter Wasser nicht. Erst wenn er zum Beispiel im Spülsaum am Strand an die Oberfläche gelangt, kann er sich entzünden. An der Ostsee führt dies zu einem besonderen Problem: Aufgrund seines Aussehens wird der Phosphor oft irrtümlich für Bernstein gehalten. Im Zweiten Weltkrieg wurde die im Norden der Insel Usedom gelegene Heeresversuchsanstalt Peenemünde mehrfach bombardiert. Bis heute verursachen die Reste dieser Phosphorbomben besonders in den Strandbereichen von Karlshagen, Trassenheide und Zinnowitz immer wieder schwere Verbrennungen, wenn sich der vermeintliche Bernstein nach dem Abtrocknen entzündet und die Kleidung der Finder in Brand setzt. Daher wird empfohlen, diese Fundstücke nur mit einer Zange aufzunehmen und nicht am Körper, sondern in einem Glas mit Schraubverschluss zu transportieren.
Im März 2017 mussten wegen der Räumung eines Munitionsdepots aus dem Zweiten Weltkrieg mit etwa 10 Tonnen Kampfmitteln, darunter Phosphormunition, im Münchener Stadtteil Freimann etwa 200 Menschen evakuiert werden.

### Phosphorgranateneinsatz der USA im Irakkrieg
Heutzutage wird Weißer Phosphor als Brandstoff und in Nebelgranaten verwendet, da sich damit schnell große Nebelwände erzeugen lassen. Der italienische Fernsehsender RaiNews24 deckte im November 2005 auf, dass die USA im zweiten Irakkrieg Phosphor-Brandwaffen einsetzten. Beispielsweise wurden in Falludscha während der Operation Phantom Fury Aufständische mit WP-Granaten aus geschützten Stellungen getrieben, um sie dann mit anderen Waffen bekämpfen zu können. US-Streitkräfte hätten nach RAI-Angaben in Falludscha zudem eine Art Napalm und weißen Phosphor gegen Zivilisten eingesetzt. Die Autoren beriefen sich auf Aussagen amerikanischer Soldaten, die Szenen von durch Phosphorgranaten verbrannten Körpern zahlreicher Zivilisten schilderten. Dies wurde vom US-Außenministerium bestritten. Die United States Army leugnete den Einsatz zunächst, gab ihn jedoch später zu. Ein GI berichtete, er habe Leichen von Phosphorwaffen-Opfern beseitigen müssen. Die USA haben die Zusatzprotokolle von 1977 zu den Genfer Abkommen von 1949, die unterschiedslose Angriffe untersagen, nicht unterzeichnet. Sie rechtfertigen den Einsatz weißen Phosphors damit, dass er nicht als chemische Waffe auf Grund seiner Giftigkeit verwendet werde, sondern als Brandmittel für eine konventionelle Waffe.

### Phosphorbombeneinsatz Israels

#### Libanonkrieg 2006
Wie mittlerweile auch von offizieller Seite bestätigt, setzten die Israelischen Streitkräfte im Libanonkrieg 2006 Phosphorbomben gegen die Hisbollah ein.
Auf Grund der Verletzungsmuster vermuteten die Ärzte im Libanon zuerst den Einsatz von Phosphorbomben. Die Untersuchung von Partikeln aus den Wunden ergaben aber ein Gemisch aus Wolfram-Kupfer-Aluminium, was den Einsatz von DIME-Bomben (Dense Inert Metal Explosive) nahelegt. Das Verletzungsbild ähnelt dem der Phosphorbomben, zusätzlich entsteht aber eine starke gerichtete Impulswirkung.

#### Operation Gegossenes Blei 2009

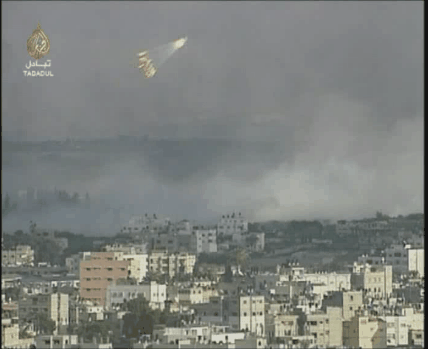
Phosphor-Streumunition der israelischen Luftwaffe über Gaza während der Operation Gegossenes Blei um den Jahreswechsel 2008/2009; Bild von Al Jazeera.

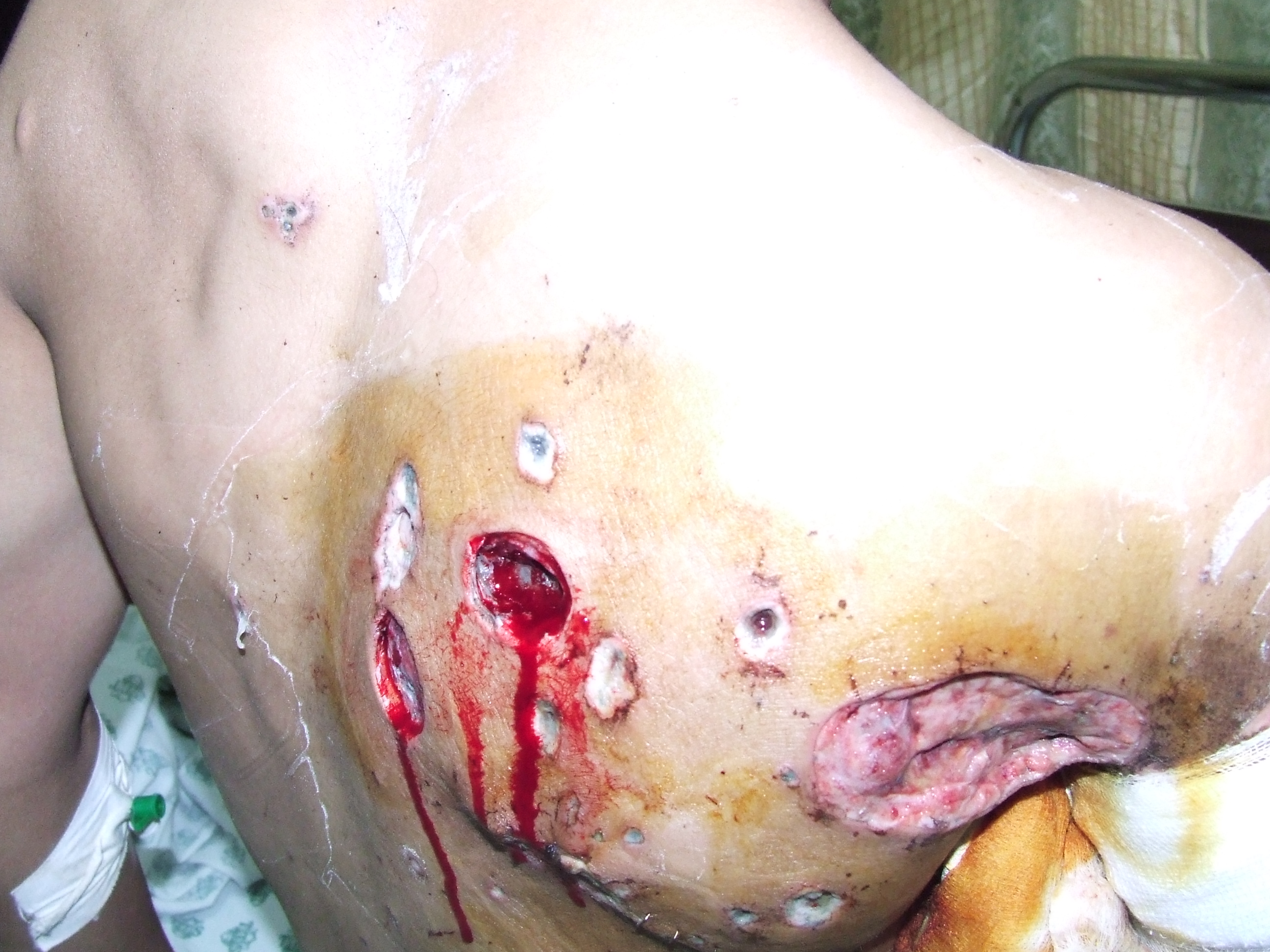
Foto, das laut International Solidarity Movement die Verletzungen eines Jugendlichen durch weißen Phosphor in Gaza 2009 zeigen soll.

Im Zuge der Operation Gegossenes Blei im Gazastreifen wurden auch Phosphorbomben eingesetzt. Die israelische Armee soll am 15. Januar 2009 auch das Hauptquartier des Uno-Hilfswerks für palästinensische Flüchtlinge (UNRWA), sowie eine Uno-Schule im Flüchtlingscamp al-Schati mit Phosphorgranaten beschossen haben; mehrere tausend Tonnen Lebensmittel und Medikamente wurden vernichtet. Außerdem wurden Berichte über viele Verletzte durch Phosphorbomben bekannt. Israel hat wenige Tage später den Einsatz der Phosphorbomben in Gaza bestätigt.

#### Krieg in Israel und Gaza und Gefechte im Libanon seit 2023
Die Menschenrechtsorganisationen Human Rights Watch und Amnesty International werfen dem israelischen Militär vor, im Krieg in Israel und Gaza seit Oktober 2023 bei Militäroperationen im Gazastreifen und bei Gefechten im Libanon weißen Phosphor eingesetzt zu haben. Die Zeit berichtet von Bauern im Libanon, die aufgrund der Toxizität der Substanz ihre Ernte nicht mehr verkaufen könnten. Nach Angaben von Human Rights Watch sei im Libanon bis April 2024 der Einsatz von Phosphormunition in fünf Siedlungsgebieten nahe der Grenze zu Israel dokumentiert, darunter Kafr Kila, Markaba und Mays al-Jabal. Das israelische Militär nahm gegenüber der Presseagentur Associated Press Stellung, dass Israel Phosphormunition als Nebelbombe einsetze und keine Zivilisten damit angreife. Zudem sei der Einsatz in dicht besiedelten Gebieten nicht vorgesehen, jedoch bestünden davon gewisse Ausnahmen. Internationales Recht würde eingehalten.

### Bürgerkrieg in Syrien und dem Irak
Laut Berichten von Augenzeugen wurden in Raqqa bei russischen Luftangriffen am 13. November 2015 Phosphorbomben eingesetzt. Human Rights Watch geht aufgrund der Auswertung von Videoaufnahmen zudem davon aus, dass das irakische Militär bei der Befreiung von Mossul im Sommer 2017 ebenfalls Phosphorbomben eingesetzt hat.
Die Organisation für das Verbot chemischer Waffen (OPCW) kündigte in der Folge der türkischen Militäroffensive in Nordsyrien 2019 in Rojava an, den Vorwurf zu untersuchen, die türkischen Streitkräfte hätten Phosphorbomben eingesetzt. Der Kurdische Rote Halbmond hatte angegeben, sechs Patienten mit Brandwunden unbekannten Ursprungs zu behandeln. Zunächst konnte die OPCW nicht bestimmen, wie glaubwürdig die Verwürfe seien. Die Vorsitzenden der Auswärtigen Ausschüsse der Parlamente Großbritanniens, Deutschlands, Frankreich der EU und der USA hatten die türkische Offensive als einen Verstoß gegen internationales Recht verurteilt.

### Russisch-Ukrainischer Krieg
Die ukrainische Menschenrechtsbeauftragte Ljudmyla Denissowa  beschuldigte Russland, am 13. März 2022 in der Ortschaft Popasna (Oblast Luhansk) bei einem Angriff verbotene Phosphormunition eingesetzt zu haben.  Am 23. März soll es nach Angaben des Bürgermeisters von Irpin, Oleksandr Markushyn, auch in Irpin und Hostomel (Oblast Kiew) zum Einsatz von Phosphorbomben durch die russischen Streitkräfte gekommen sein. Am 24. März beschuldigte der Gouverneur von Luhansk die russischen Streitkräfte, Phosphorbomben auf Rubischne abgeworfen zu haben. Am 15. Mai 2022 warfen russische Streitkräfte Phosphorbomben auf das Asow-Stahlwerk in Mariupol ab. Die Ukraine wirft Russland weiterhin vor, am 1. Juli Phosphorbomben auf der Schlangeninsel abgeworfen zu haben. Am 27. Januar 2023 beschoss Russland laut dem Gouverneur von Donezk das Dorf Swaniwka mit Phosphor-Munition.